# Philippe Souanga
Philippe Souanga (ur. 2 sierpnia 1984 w Abidżanie) – iworyjski piłkarz, grający jako napastnik.

## Klub

### Początki
Zaczynał karierę w AS Denguelé.

### USM Annaba
1 stycznia 2008 dołączył do USM Annaba. W tym zespole zadebiutował 18 stycznia 2008 roku w meczu przeciwko JS Kabylie (porażka 1:0). Grał 88 minut, został zastąpiony przez Mohameda Amine Zidanego. Pierwszą asystę zaliczył 31 stycznia 2008 roku w meczu przeciwko MC Saïda (2:0). Asystował przy bramce Mehdiego Boudara w 2. minucie. Pierwszego gola strzelił 26 września 2008 roku w meczu przeciwko MC Saïda (0:1). Do siatki trafił w 72. minucie. Łącznie zagrał 26 meczów, strzelił dwa gole i miał trzy asysty.

### Wydad Fès
1 lipca 2010 roku przeszedł do Maroka, do Wydadu Fès.
W sezonie 2011/2012 (pierwszym w bazie Transfermarkt) zagrał 10 meczów, miał gola i asystę.

### Dalsza kariera
1 lipca 2012 roku powrócił do AS Denguelé. Grał tam do 2017 roku.